# Aphobetus cyanea
Aphobetus cyanea är en stekelart som först beskrevs av Boucek 1988.  Aphobetus cyanea ingår i släktet Aphobetus och familjen puppglanssteklar. Inga underarter finns listade i Catalogue of Life.